# Wehebachtäler und Leyberg
Wehebachtäler und Leyberg este o arie protejată (arie specială de conservare — SAC, sit de importanță comunitară — SCI) din Germania întinsă pe o suprafață de 199,97 ha, integral pe uscat.

## Localizare
Centrul sitului Wehebachtäler und Leyberg este situat la coordonatele 50°43′12″N 6°19′01″E / 50.72°N 6.3169°E.

## Înființare
Situl Wehebachtäler und Leyberg a fost declarat sit de importanță comunitară în august 1999 pentru a proteja 3 specii de animale. Situl a fost protejat și ca arie specială de conservare în iunie 2010.

## Biodiversitate
Situată în ecoregiunea continentală, aria protejată conține 6 habitate naturale: Cursuri de apă de la nivel de câmpie la nivel montan, cu vegetație Ranunculion fluitantis și Callitricho-Batrachion, Formațiuni ierboase bogate în specii de Nardus, dezvoltate pe substraturi silicioase în zone montane (și în zone submontane, în Europa continentală), Fânețe de joasă altitudine (Alopecurus pratensis, Sanguisorba officinalis), Păduri de fag Luzulo-Fagetum, Mlaștini împădurite, Păduri aluvionare cu Alnus glutinosa și Fraxinus excelsior (Alno-Padion, Alnion incanae, Salicion albae).
La baza desemnării sitului se află mai multe specii protejate de  mamifere (3): castor (Castor fiber), liliac de iaz (Myotis dasycneme), liliac comun (Myotis myotis)
Pe lângă speciile protejate, pe teritoriul sitului au mai fost identificate 2 specii de plante, 4 specii de mamifere, 1 specie de nevertebrate, 2 specii de reptile.